# Halecium liouvillei
Halecium liouvillei is een hydroïdpoliep uit de familie Haleciidae. De poliep komt uit het geslacht Halecium. Halecium liouvillei werd in 1934 voor het eerst wetenschappelijk beschreven door Billard. 